# Иван Гошев
Иван Гошев Иванов е български учен, църковен историк, археолог, епиграф и литургист.

## Биография
През 1903-1909 учи в Софийската духовна семинария, впоследствие следва богословие в Богословския филиал на Виенския универсиет в Черновиц (1911-1914) и до 1917 г. специализира във Виена. След завръщането си в България е библиотекар при Светия синод и председател на Българския червен кръст (1918-1919). След построяване сградата на Богословския факултет в София през 1922 г. основава и е пръв директор на Църковния историко-археологически музей (1922-1958). Доцент (1926-1929), извънреден професор (1929) и редовен професор (1933-1958) по литургика, църковна археология и християнско изкуство в Богословския факултет на Софийския университет (от 1950 г. Духовна академия). Действителен член на Българския археологически институт (1933), дописен член на Българската академия на науките (1941), академик на БАН (1945).
Изучава ръкописните сбирки на Светия синод и Бачковския манастир, дейността на светите Кирил и Методий, Климент Охридски и Иван Рилски, миналото на Бачковския и Рилския манастир, богослужението и монашеския живот в средновековна България, историята на глаголическото и кирилското писмо. Проучва и издава Завета на св. Иван Рилски, Рилските глаголически листове и редица старобългарски епиграфски паметници от IX и X век от археологическите разкопки в Плиска и Преслав през 1948-1950 г., както и множество бележки в стари книги и надписи Църковния историко-архивен и археологически институт с музей, чийто архив Гошев също организира.

## По-важни трудове
- Стари записки и надписи. – Годишник на Софийския университет-Богословски факултет, 4, 1926-27, 335-378; 6, 1928-29, 1-36; 12, 1934-35, 1-43; 13, 1935-36, 1-58; 14, 1936-37, 1-49
- Един средновековен барелеф от Созопол: Принос към иконографията на драконопобедителите конници св. Георги и св. Димитър във византийското изкуство. – Годишник на Софийския университет-Богословски факултет, 6, 1928-29, част 3, 1-99
- Нови данни за историята и археологията на Бачковския манастир. – Годишник на Софийския университет-Богословски факултет, 8, 1930-31, 341-390
- Старобългарската литургия според български и византийски извори от IX–XI в. – Годишник на Софийския университет-Богословски факултет, 9, 1932, 1–79
- Облеклото на старобългарските монаси според византино-български извори от IX–XI в. – Известия на Народния етнографски музей, 10-11, 1932, 37–72
- Църковни старини из Врачанска епархия. – Годишник на Софийския университет-Богословски факултет, 11, 1933-34, 1 – 54
- Светите братя Кирил и Методий: Материал из ръкописите на Синодалния църковен музей в София. – Годишник на Софийския университет-Богословски факултет, 15, 1938, 1–160
- Правилата на Студийския манастир. – Годишник на Софийския университет-Богословски факултет, 17, 1939-40, част 6, 5-73
- Трите най-стари пространни жития на преподобния Ив. Рилски: Текст и историко-литургически коментар. – Годишник на Софийския университет-Богословски факултет, 25, 1947-48, част 7, 3-72
- Заветът на св. Иван Рилски в светлината на старобългарското и на византийското литературно предание от IX-XIV в. – Годишник на Духовната академия, 4 (30), 1955, 431-507
- Рилски глаголически листове. С., 1956
- Старобългарски чинопоследования за встъпване в монашество: Текст, превод и коментар. – Годишник на Духовната академия, 7 (33), 1957-58, 407–447
- Старобългарски глаголически и кирилски надписи от IX и X в. С., 1961